# Кировоградский ремонтный завод
Кировоградский ремонтный завод (укр. Кіровоградський ремонтний завод) — государственное предприятие военно-промышленного комплекса Украины, которое специализируется на капитальном ремонте наземных радиотехнических средств обеспечения полётов авиации и электрооборудования.
Является единственным на Украине специализированным предприятием по ремонту наземных радиотехнических средств обеспечения полетов военной авиации.

## История
После провозглашения независимости Украины, завод был передан в ведение министерства обороны Украины.
В 1999 году завод был внесён в перечень предприятий военно-промышленного комплекса Украины, освобождённых от уплаты земельного налога (размер заводской территории составлял 18,73 га).
По состоянию на начало 2008 года, предприятием были освоены:
- производство регламентной машины РМК-10М; машины ремонтно-восстановительных работ ПМК-10УМ; мультипсихометра МПМ-01; станций катодной защиты трубопроводов КСС-600, КСС-1200-24/48; устройств дистанционной сигнализации УСД-6-МТ-М[1]
- капитальный ремонт регламентной машины РМК-10М1; машины ремонтно-восстановительных работ ПМК-10УМ; радиолокационной системы ближней навигации РСБН-4Н; посадочных радиомаяковых групп ПРМГ-5, ПРМГ-76У; радиолокационной станции "Кама-А"; системы "Кедр"; электропреобразовательных агрегатов ВПЛ-30Д; передвижных дизельных электростанций типа ЭСД-20-ВС, ЭСД-30, ЭСД-50, ЭСД-60, ЭСД-75, ЭСД-100, ЭСД-200 всех модификаций; дизельных агрегатов АД-20, АД-30, АД-50, АД-75, АД-100, АД-200; силовых масляных и сухих трансформаторов типов ТС, ТСМ, ТМ, ТСМН и др.; электродвигателей постоянного и переменного тока типов А, АО, АОЛ, АСВ, КОН, КОМ, МАЛ и др.; генераторов постоянного и переменного тока типов ДГС, ГСФ, ЕС, ЕСС и др.; радиолокационных систем посадки РСП-6М2 и РСП-10М1; автомобильной посадочно-светомаяковой станции АПМ-90М; передвижной автономной подстанции электропитания 5Э74М-01; передвижных автономных подстанций электропитания 82Х6 и 83Х6; выносных индикаторов системы посадки ВИСП-75Т; приводных автоматических радиостанций ПАР-9 и ПАР-10; передвижных радиостанций Р-844 и Р-845; передвижных авиационных агрегатов АПА-50, АПА-80, АПА-100; кодирующих (шифровальных) машин М-125М, М-3М, М-МК; изделия Е-512 (АРП-11); изделия П-19Ш (1РЛ134Ш); изделия 15Т261 (ЭД16-Т/230)[1]
- разработка и изготовление тренажёров, имитирующих работу аппаратуры связи и управления[1]
- разработка и систем сигнализации и охраны, изготовление аппаратуры управления к ним[1]

В период после 2008 года и до начала лета 2014 завод практически не получал заказов от министерства обороны Украины.
После создания в декабре 2010 года государственного концерна «Укроборонпром», в 2011 году завод вошёл в состав концерна.
В феврале 2013 года на банковские счета и средства в кассе завода был наложен арест, что привело к приостановке хозяйственной деятельности предприятия (но позволило погасить часть задолженности по заработной плате перед 72 работниками предприятия).
В результате недостаточной загрузки производственных мощностей, финансово-экономическое состояние предприятия в течение 2009-2013 гг. постоянно ухудшалось, сумма задолженности к 11 марта 2014 года она составила 1090,6 тыс. гривен, а к маю 2014 года достигла 1173,1 тыс. гривен.
В марте 2015 года военной прокуратурой было возбуждено уголовное дело против администрации завода, допустивших недостачу основных средств предприятия, в результате которой государству был причинён ущерб в размере 500 тыс. гривен.
1 апреля 2015 года завод, получивший от министерства обороны Украины контракт на выполнение для ВВС Украины работ общей стоимостью почти 2,5 млн. гривен, начал работать на полную мощность.
В мае 2015 года производственное помещение завода было выставлено на продажу.
В сентябре 2015 года прокуратура Украины потребовала возвратить заводу земельный участок площадью 4047 м² (в ноябре 2008 года по решению городского мэра незаконно переданный на 25 лет в аренду частной фирме ООО "Найкен"), в октябре 2015 решением суда договор аренды был признан недействительным и земля была возвращена заводу.